# Alphonse Giroux

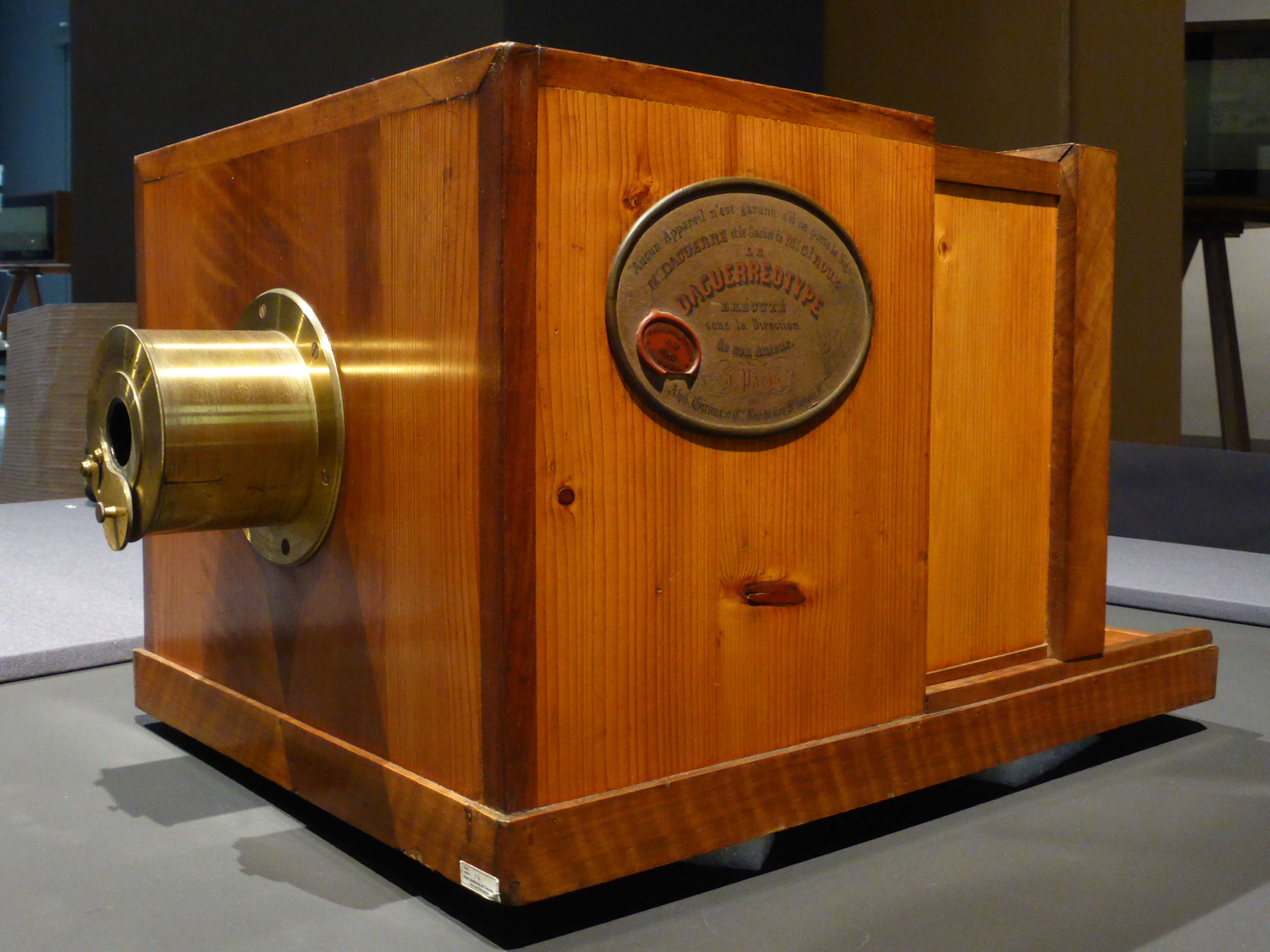
Càmera fotogràfica original de 1839, construïda per Alphonse Giroux, a París. Es conserva a la Reial Acadèmia de Ciències i Arts de Barcelona. Amb aquesta càmera es van obtenir les primeres vistes al daguerreotip a Barcelona, el 10 de novembre del 1839.

François-Simon-Alphonse Giroux (6 d'abril de 1776, París, Regne de França - 1 de maig de 1848, París, França) fou un restaurador d'art i ebenista francès.
Va estudiar pintura sota la formació de Jacques-Louis David i va fundar un negoci de restauració d'art a finals del segle xviii. Va ser el restaurador oficial de la catedral de Notre Dame, i va col·leccionar i exposar l'art de Louis Daguerre, Charles Marie Bouton, Charles Arrowsmith, Charles Renoux i molts altres. A més de la seva professió com a restaurador d'art, va treballar com a ebenista fabricant i venent mobles de diversos estils per a la família reial francesa i altres personalitats importants.
El juny de 1833 Alph. Giroux & Cie. van introduir el Fenaquistoscopi a França, convertint-se en una de les primeres companyies a publicar el dispositiu d'animació després de ser inventat més o menys simultàniament a Bèlgica i Àustria. El nom de la companyia per al dispositiu acabaria sent el més utilitzat.
Giroux també és conegut per la construcció de càmeres daguerreotip dissenyades per Daguerre, la primera càmera fotogràfica fabricada comercialment al món. Aquesta va aparèixer al mercat a l'agost de 1839 i estava formada per dues caixes de fusta que a la part davantera portava les lents, fabricades per Charles Chevalier, mentre que a la part de darrere hi havia un porta-cristalls on s'havia d'introduir posteriorment el daguerreotip a realitzar. L'enfocament s'efectuava mitjançant el desplaçament de la caixa de darrera mentre el fotògraf es cobria amb una tela per trobar el punt exacte d'enfoc en el cristall, evitant així les dificultats que podia presentar la llum ambiental. El cost de la càmera i l'equip era de 400 francs.
El seu fill Alphonse-Gustave va continuar amb la seva activitat, mentre que el seu fill André Giroux es va dedicar a la pintura.